# Ancistrocerus massaicus
Ancistrocerus massaicus är en stekelart som först beskrevs av Cameron.  Ancistrocerus massaicus ingår i släktet murargetingar, och familjen Eumenidae. Inga underarter finns listade i Catalogue of Life.